# Rudolf Schröder (Politiker)

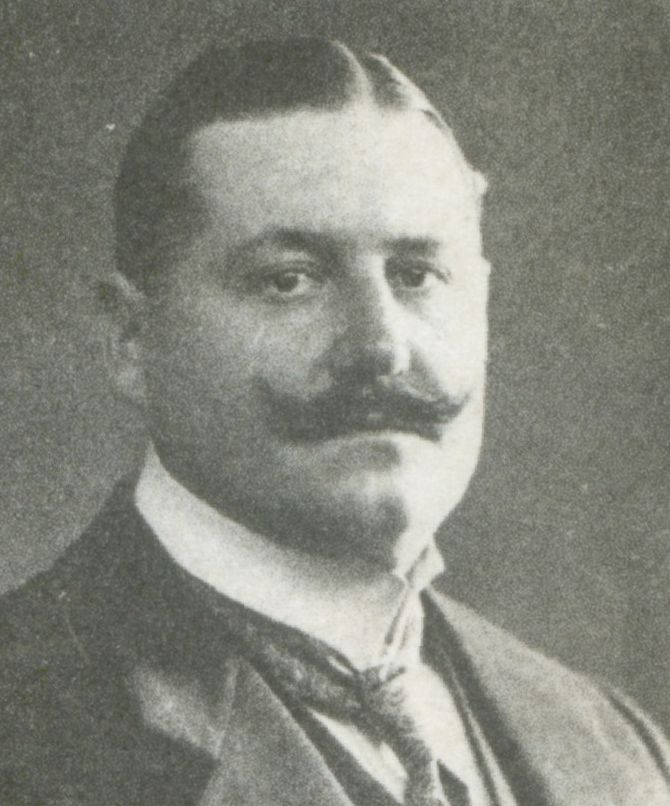
Rudolf Schröder als Reichstagsabgeordneter 1912

Rudolf Schröder (* 2. März 1876 in Straßburg; † nach 1918) war Förster und Mitglied des Deutschen Reichstags.

## Leben
Schröder besuchte das Lyzeum Straßburg, das Gymnasium Gebweiler, die Forstakademie Hann. Münden und die Universität Straßburg. 1900 wurde er Forstreferendar, 1902 Forstassessor und 1903 Stadtforstrat in Elbing. Er war Oberleutnant der Landwehrinfanterie I. Aufgebots, Inhaber der Landwehrdienstauszeichnung II. Klasse und der Erinnerungsmedaille.
Von 1912 bis 1918 war er Mitglied des Deutschen Reichstags für den Wahlkreis Danzig 1 (Marienburg, Elbing). Er schloss sich im Reichstag der Fraktion der Deutschen Reichspartei an.